# Bo Giertz
Bo Harald Giertz, född 31 augusti 1905 i Räpplinge på Öland, död 12 juli 1998 i Djursholm i Danderyds församling, var en svensk präst i Svenska kyrkan, biskop och författare. Han räknas som en av 1900-talets viktigaste kristna ledare i Sverige.

## Biografi
Efter studentexamen vid Norra Latinläroverket i Stockholm 10 maj 1924 följde studier vid Uppsala universitet hösten 1924. Giertz var ateist då han började studera medicin vid universitetet. Han avbröt sina medicinska studier och övergick till latin, grekiska och antikens historia. Efter att 1925 ha hört en föreläsning av Natanael Beskow beslöt han sig för att överlämna sitt liv till Jesus och blev bekännande kristen. Därefter studerade han för att bli präst. Utbildningen förlades till Rom våren 1927 och till Jerusalem våren 1931. Han blev filosofie kandidat 30 maj 1928 och teologie kandidat 31 januari 1931, varefter hans yrkes- och författargärning inleddes.
Bo Giertz begravdes i Torpa i Östergötland.

## Svenska kyrkan

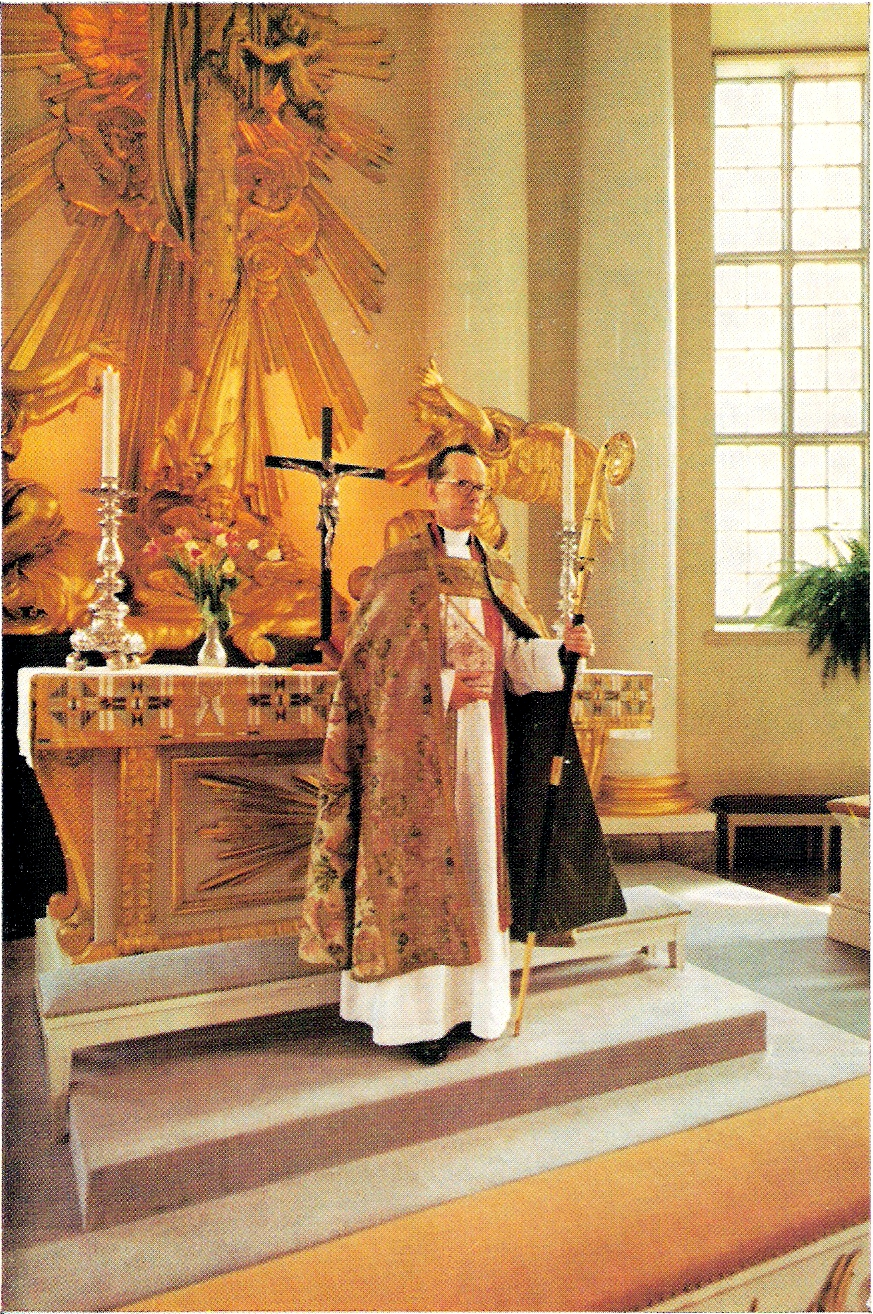
Biskop Bo Giertz i Göteborgs domkyrka 1965.

Giertz blev resesekreterare för Sveriges kristliga gymnasiströrelse 16 juni 1932, prästvigdes i Linköping 28 december 1934 och blev stiftsadjunkt inom Linköpings stift 1 maj 1937. Giertz blev tillförordnad kyrkoherde i Torpa församling 2 oktober 1938, och blev komminister där 1939. I prästgården inhystes också under andra världskriget flyktingar från den danska motståndsrörelsen.
Han utnämndes till tjänstgörande extra ordinarie hovpredikant 1943, förordnades till preses vid prästmötet i Linköpings stift 1948, och utnämndes till biskop över Göteborgs stift 1 april 1949.
I förstakammarvalet 1948 var Giertz Bondeförbundets kandidat i Östergötland. Lottning fick tillgripas varvid lotten föll på folkpartiets Johan Sunne som valdes till riksdagens första kammare.
Under många år var Giertz den främste förespråkaren för en traditionell kristendomsuppfattning i Svenska kyrkan. Han var en av grundarna till Kyrklig samling kring bibeln och bekännelsen och var uttalad motståndare till ordningen med prästvigning av kvinnor som infördes 1958.
Bo Giertz var ledamot av kyrkomötena 1946–1970. Han blev emeritus 1970.

## Författare
Giertz författade ett stort antal böcker och andra skrifter, varav flera räknas som betydande bidrag.
Åren som präst i Torpa innebar tillfälle för honom att förverkliga många av sina teologiska idéer. Under denna tid kom han också att skriva flera av sina viktigaste böcker. Bland annat genom sin stora litterära produktion har Giertz inspirerat flera generationer präster. Han förespråkade söndaglig mässa och prästernas regelbundna bön enligt tidegärden samt ivrade för väckelse och mission.
Efter sin pensionering 1970 tog Giertz på allvar itu med sin översättning av Nya testamentet. Den blev klar 1981 och anses av många väl kunna mäta sig med den officiella översättningen NT 81, som blev klar några veckor efter Giertz' översättning.
Första delen, Herrens hammare, av Giertz' bok Stengrunden filmatiserades år 1995 och 2006.

### Familj
Bo Giertz var son till professor Harald Giertz (1876–1950) och Anna (1881–1967), född Ericsson, dotter till Lars Magnus Ericsson. Han var bror till urologen Gustav  Giertz (1906–2002), samt arkitekten Lars Magnus Giertz (1908–2008), vars sondotter är Caroline Giertz.
Bo Giertz var gift i första äktenskapet den 24 oktober 1932 med Ingrid Sofia Margareta Andrén (1908–1942), dotter till musikdirektör Adolf Andrén och Ellen Borg. Gift andra gången den 14 augusti 1945 med finlandsfödda Elisabeth Margareta af Heurlin (1919–1968), dotter till lantbruksrådet Wilhelm af Heurlin och Maggie Aminoff. Gift tredje gången 1983 med Karin Lindén, (1931–1996), dotter till ingenjör Karl A Lindén och Elvira Djurberg.
Bland barnen, alla i första äktenskapet, kan nämnas sonen författaren Martin Giertz, och dottern Ingrid Giertz-Mårtenson, gift med diplomaten Jan Mårtenson.

## Utmärkelser
- Konung Gustaf V:s jubileumsminnestecken med anledning av 90-årsdagen (GV:sJmtII)
- Konung Gustaf VI Adolfs minnesmedalj med anledning av 85-årsdagen (GVIA:sMM)
- Kommendör med stora korset av Nordstjärneorden 1961 (KmstkNO, Ledamot av andliga ståndet LNO(1kl) 1949)
- Hedersledamot av Johanniterorden i Sverige 1974 (HedLJohO)
- Hedersledamot av Hallands nation vid Lunds universitet
- Göteborgs stads förtjänsttecken 1973

År 1999 valde Kyrkans tidnings läsare Giertz till 1900-talets viktigaste kristne ledare i Sverige.